# Boriti
Boriti (en georgiano: ბორითი) es un pueblo del oeste de Georgia, ubicado en el sureste de la región de Imericia y parte del municipio de Jaragauli. 

## Toponimia
El nombre del pueblo puede provenir del nombre del milano real (en georgiano: ბორა, romanizado: boro), una vez encontrado en abundancia en los bosques circundantes.  

## Geografía
Boriti se encuentra en la margen derecha del río Dzirula, a 28 km de Jaragauli.

## Historia
El 13 de octubre de 1989, Merab Kostava, uno de los líderes del movimiento por la separación de Georgia de la URSS a fines de la década de 1980, murió en un accidente automovilístico en una carretera cerca del pueblo bajo circunstancias poco claras.

## Demografía
La evolución demográfica de Boriti entre 2002 y 2014 fue la siguiente:
| 784                                             | 557 |
| (Fuente: Population of Georgia in Soviet times) |     |

Según el censo de 2014, los georgianos constituían el 99,5%.

## Infraestructura

### Arquitectura, monumentos y lugares de interés
En la margen izquierda del río, se encuentra la iglesia de Boriti (siglos IX-X) dedicada a San Jorge de Savan. La iglesia estaba pintada con frescos y su campana de 40 kg fue robada en los años 40 del siglo XX. Durante la era soviética, la iglesia fue arrasada; primero se construyó una casa de baños con la piedra de la iglesia, y luego se construyó un hospital del pueblo. 

## Galería

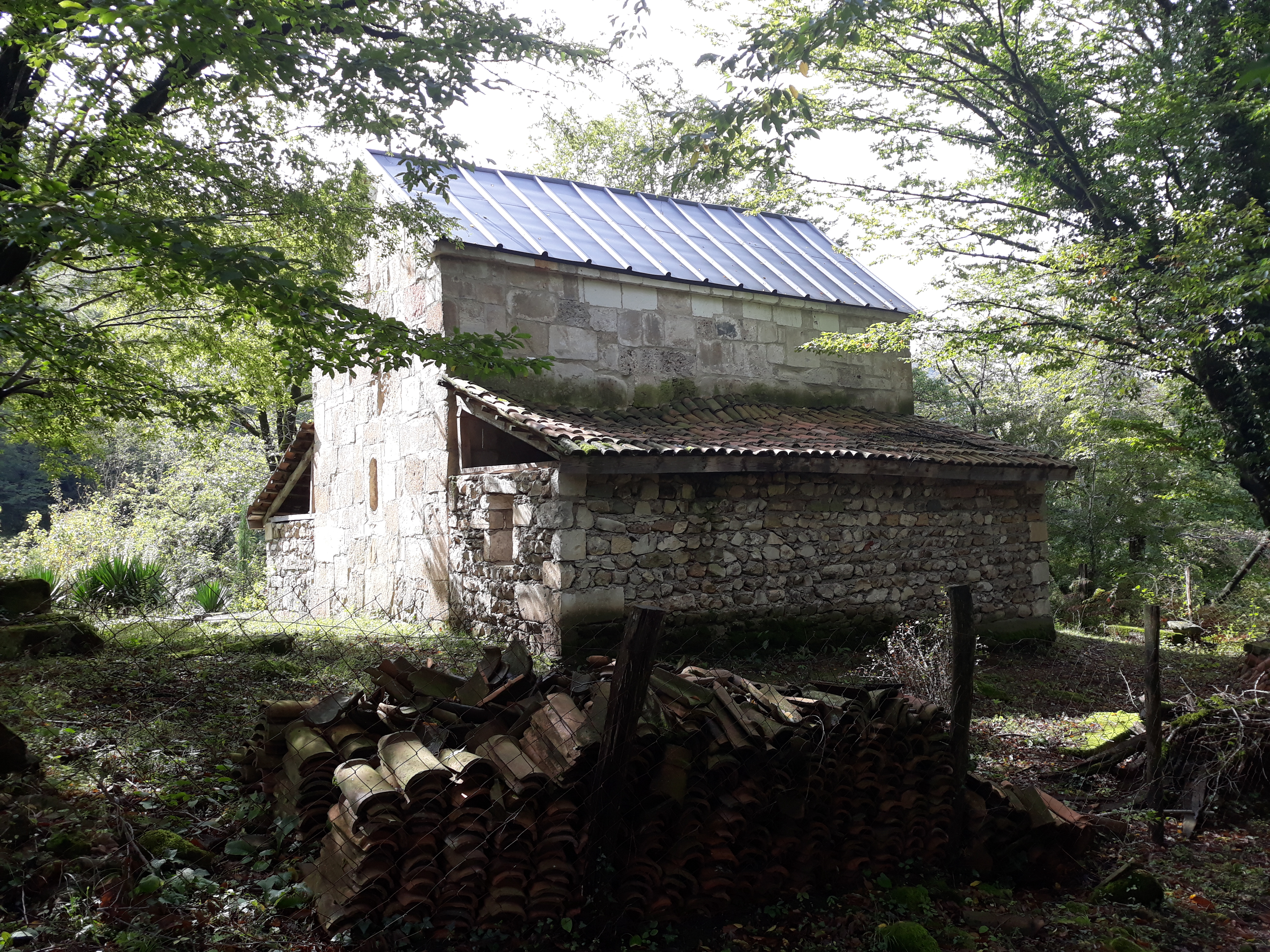
Fachada de la iglesia de Boriti
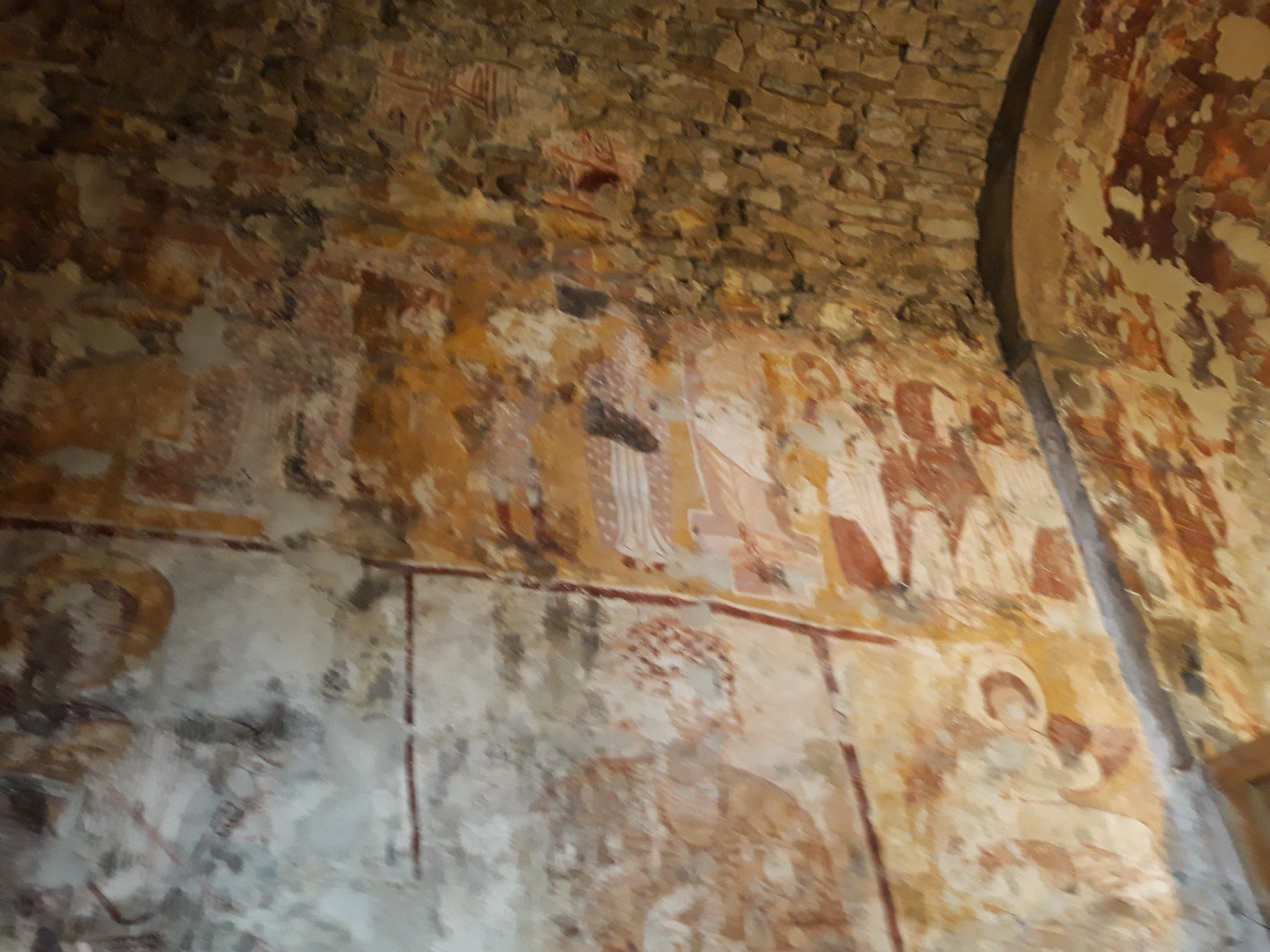
Restos de los frescos de la iglesia
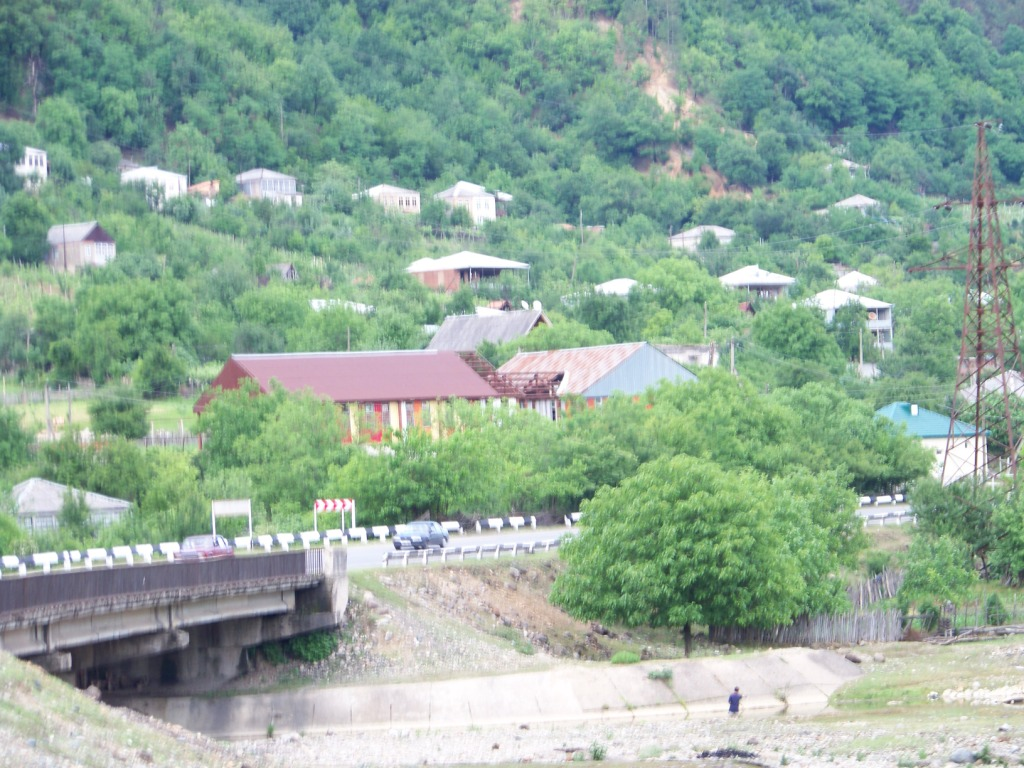
Vista del pueblo